# Pozovice

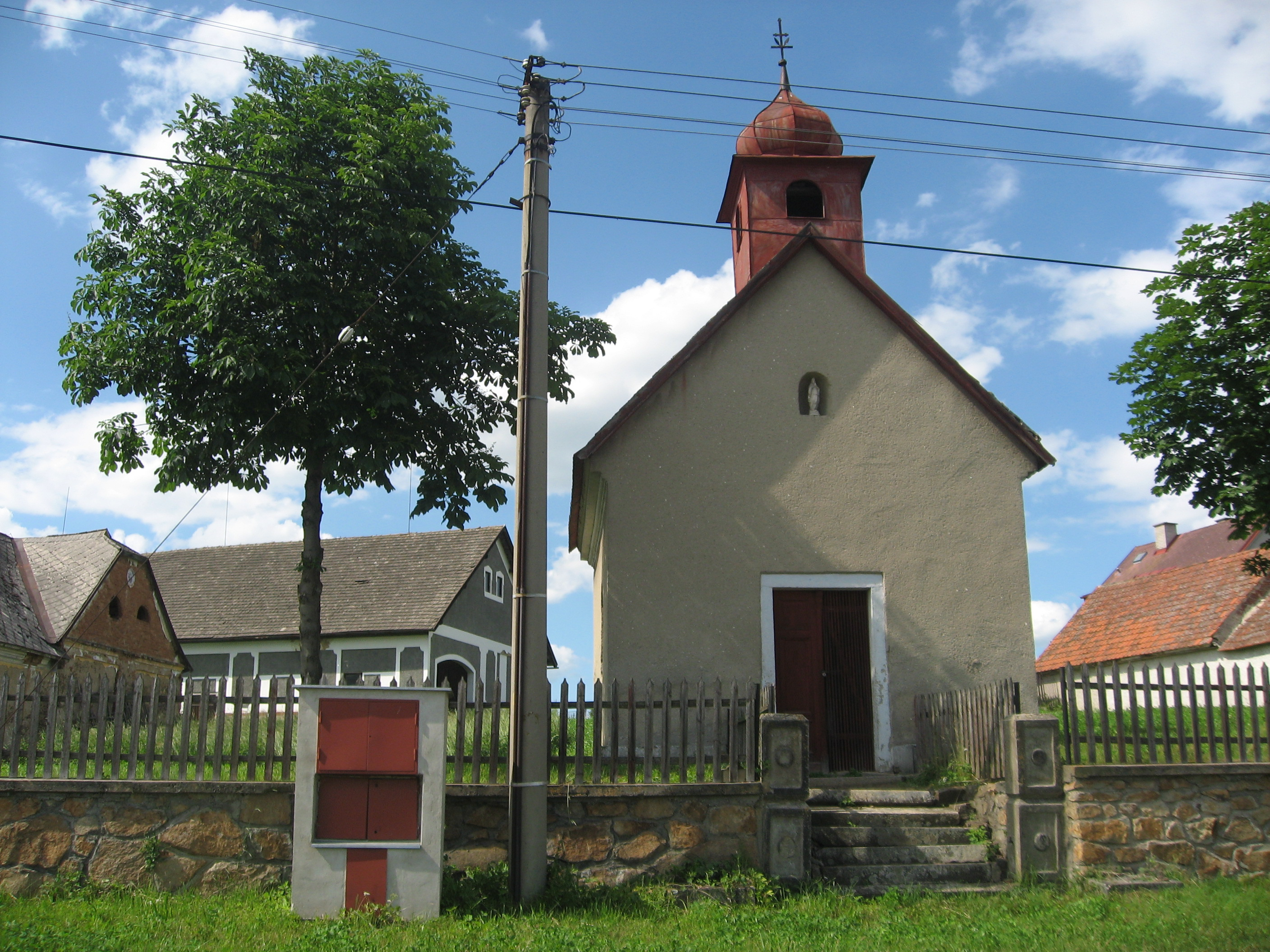
Kaplička v Pozovicích

Pozovice (německy Bosowitz) jsou vesnice v okrese Havlíčkův Brod patřící pod městys Štoky. Název je odvozen z osobního jména a znamená „ves lidí Pozových“. Počátkem 20. století je doložen německý tvar Bosovitz. Stojí zde 40 domů. Vesnice je tvořena typicky kruhovou zástavbou selských stavení kolem návsi s rybníkem.

## Historie
Pozovice byly založeny během kolonizace Vysočiny německými horníky, o čemž svědčí i původní německý název Bosowitz a pozdější počeštěný Pozovicz.
První zmínka je z roku 1370 spolu se Smilovem. Další zmínka pochází z roku 1390. Místní dvůr časem emfyteutizován. V roce 1945 měly Pozovice jen 5 % českého obyvatelstva, většina německých obyvatel byla odsunuta. Bydlí zde cca 110 obyvatel.

## Obyvatelstvo
Podle sčítání 1921 zde žilo v 40 domech 248 obyvatel, z nichž bylo 120 žen. 56 obyvatel se hlásilo k československé národnosti, 191 k německé. Žilo zde 248 římských katolíků.
| Rok            | 1869 | 1880 | 1890 | 1900 | 1910 | 1921 | 1930 | 1950 | 1961 | 1970 | 1980 | 1991 | 2001 | 2011 |
| -------------- | ---- | ---- | ---- | ---- | ---- | ---- | ---- | ---- | ---- | ---- | ---- | ---- | ---- | ---- |
| Počet obyvatel | 252  | 265  | 250  | 227  | 229  | 248  | 235  | 160  | 152  | 122  | 117  | 113  | 117  | 105  |

## Památky
- kaplička z roku 1920